# Afraflacilla kerala
Espèce
Afraflacilla kerala est une espèce d'araignées aranéomorphes de la famille des Salticidae.

## Distribution
Cette espèce est endémique du Kerala en Inde,. Elle se rencontre dans les districts de Thrissur et d'Alappuzha.

## Description
Le mâle holotype mesure 3,33 mm.

## Systématique et taxinomie
Cette espèce a été décrite par Sampathkumar et Caleb en 2023.

## Étymologie
Son nom d'espèce lui a été donné en référence au lieu de sa découverte, le Kerala.

## Publication originale
- Babu, Tripathi, Sampathkumar, Caleb, Prasad, Mohanasundaram, Mahendiran & Sudhikumar, 2023 : « Two new species of Afraflacilla Berland et Millot, 1941 (Araneae: Salticidae: Chrysillini) from India. » Arthropoda Selecta, vol. 32, no 4, p. 459-465.